# أحمد بادوج
أحمد بادوج (1950 - 22 أغسطس 2020) فنان وممثل مسرحي أمازيغي مغربي. يعتبر أحد أهرام المسرح والسينما الأمازيغية.

## مسيرته
وُلد أحمد بادوج سنة 1950 بحي تالبورجت بأكادير، وزاول بعد أن ختم دراسته الثانوية مجموعة من المهن والأعمال، كما مارس كرة القدم مع فريق حسنية أكادير للشبان موسم 1967-1968.
وخلال سنة 1972 انتقل إلى مدينة إنزكان ليؤسس أول فرقة أمازيغية للمسرح «أمنار ومرّ»، ثم مرّ من عدة فرق مسرحية أخرى قبل أن ينضم إلى جمعية تيفاوين سنة 1985 والتي سطع نجمه معها في مجال التمثيل المسرحي.
كانت سنة 1987 بداية بادوج مع أول مسرحية بعنوان «100 مليون» ثم مسرحية «كرة القدم» سنة 1988، وفي سنة 1989 شارك في تصوير أول فيلم أمازيغي بعنوان «تمغازت ن وورغ»، كما شارك الراحل بأدائه في العديد من الأفلام، ومارس التأليف والإخراج إلى جانب التمثيل، حيث تمكن من إخراج عدد من الأفلام الأمازيغية. 

## وفاته
توفي أحمد بادوج صباح يوم السبت 22 أغسطس 2020، بقسم الإنعاش بالمستشفى الجهوي الحسن الثاني بمدينة أكادير، متأثرا بمضاعفات إصابته بفيروس كورونا.

## روابط خارجية
- أحمد بادوج على موقع IMDb (الإنجليزية)